# Zimowniki
Zimowniki (ros. Зимовники) – osiedle w Rosji, w obwodzie rostowskim, ośrodek administracyjny rejonu zimownikowskiego. W 2010 liczyło 18 070 mieszkańców.